# 트래퍼드

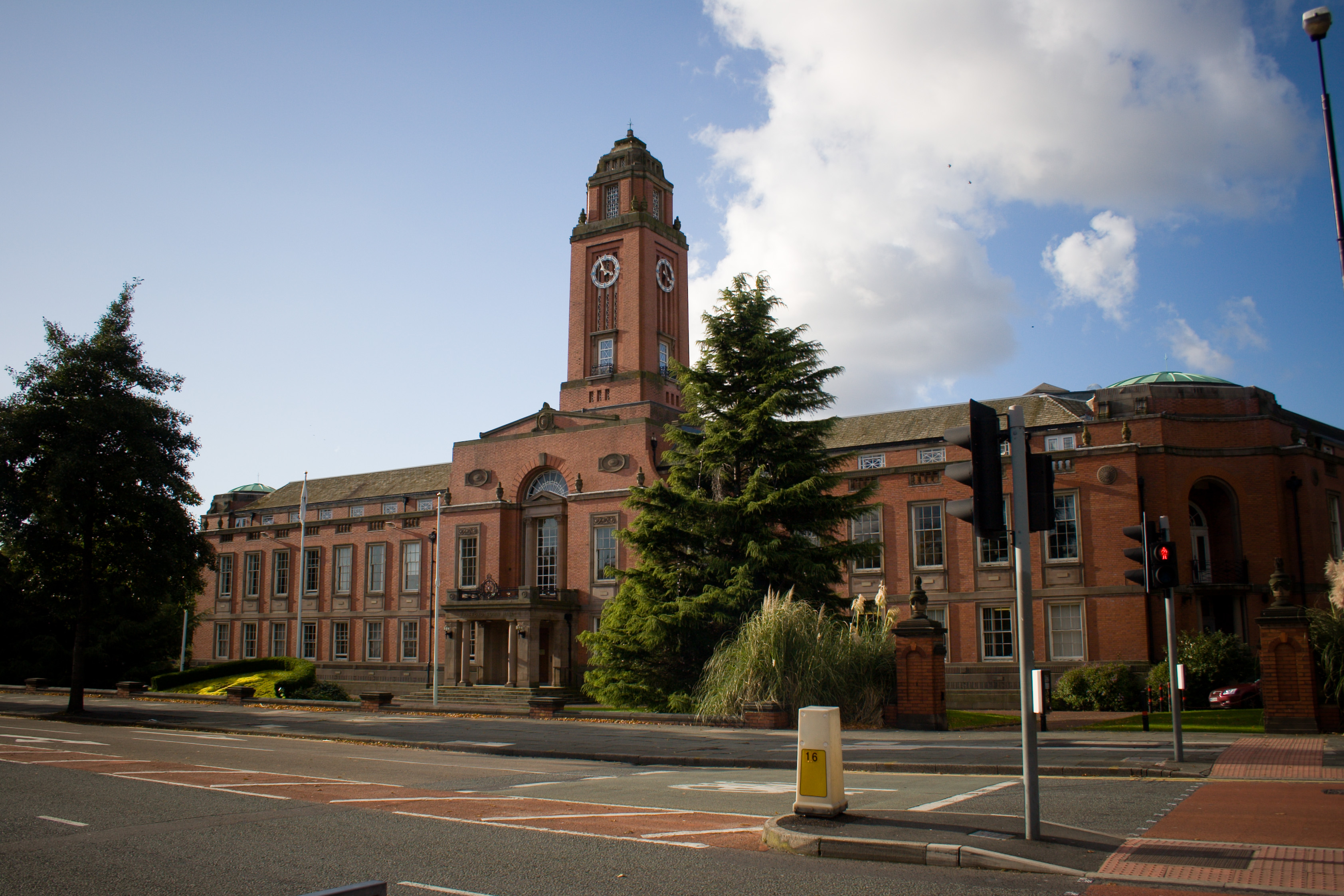

트래퍼드(Trafford)는 잉글랜드 그레이터맨체스터주의 행정 구역이다.